# Церковь Святых Космы и Дамиана (Бартне, православная)
 Памятник культуры Малопольского воеводства: регистрационный номер А-44 от  3 марта 2006 года.

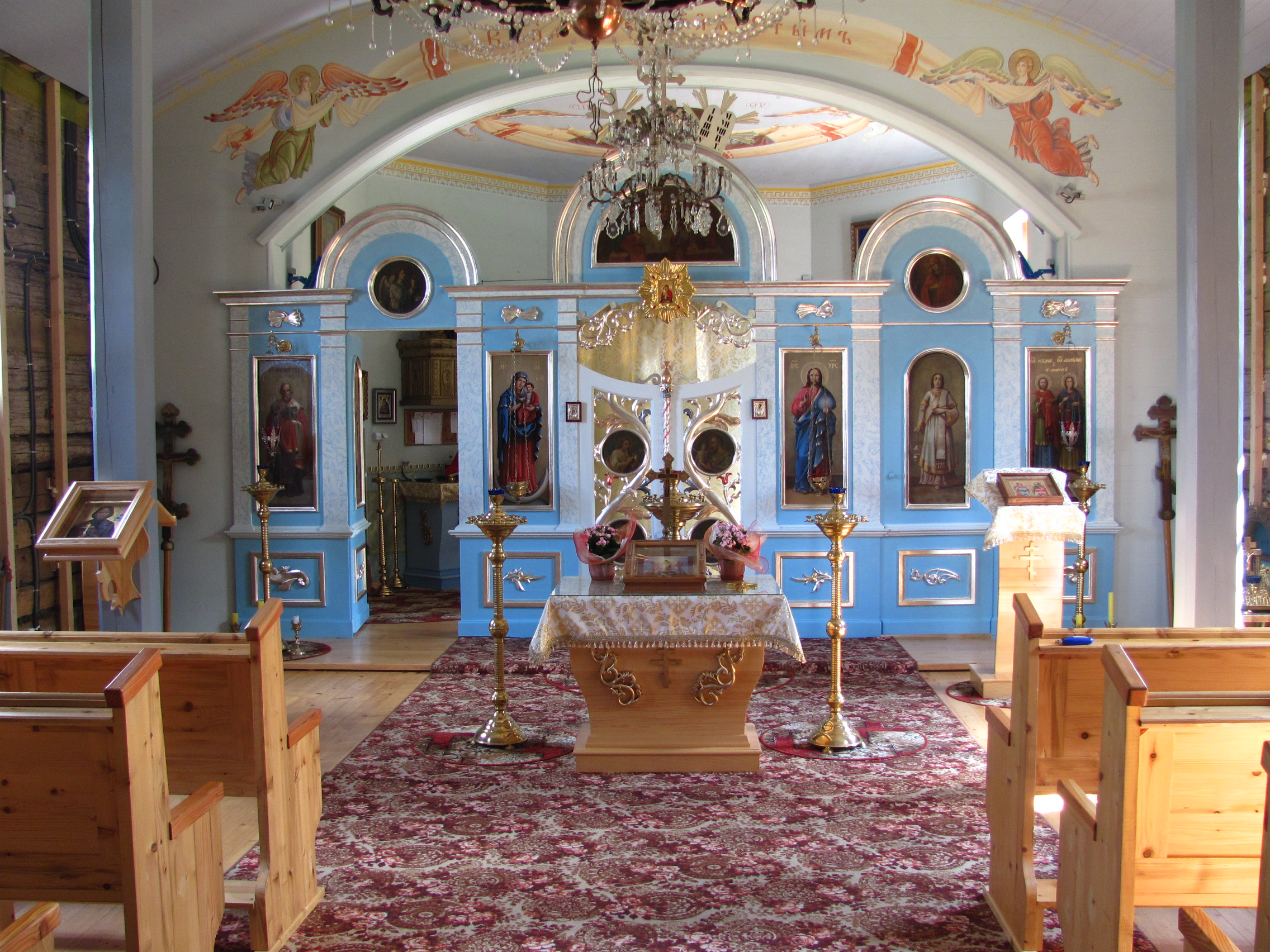
Интерьер церкви

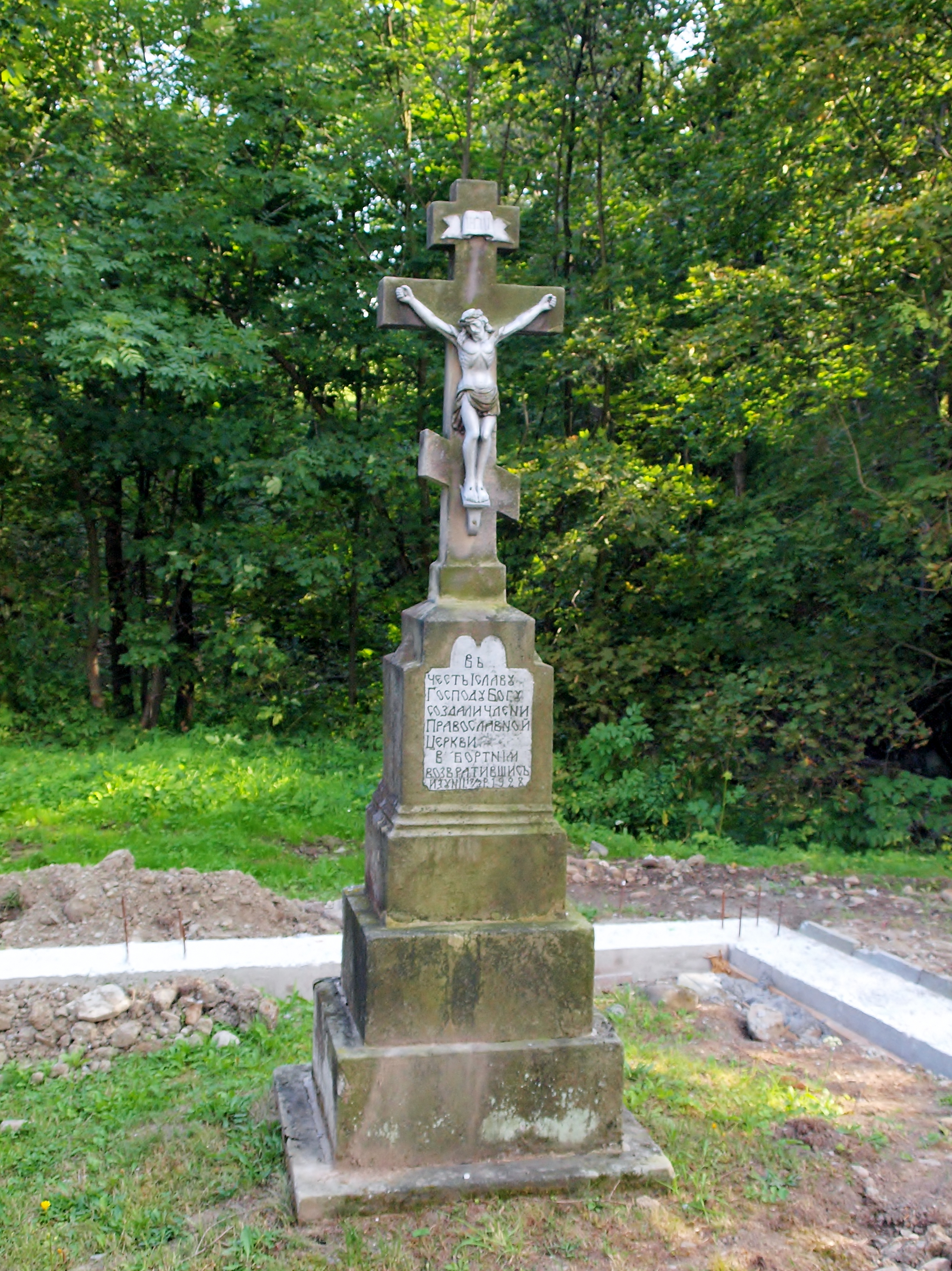
Поклонный крест, посвящённый переходу лемков в православие. На кресте написано на польском языке: «Честь и слава Богу! Стали членами Православной церкви в Бартне, возвратившись из Унии. 17 марта 1928 года»

Церковь святых Космы и Дамиана (пол. Cerkiew Świętych Kosmy i Damiana) — православная церковь, находящаяся в селе Бартне, гмина Сенкова, Горлицкий повят, Малопольское воеводство. Приход входит в Перемышльскую и Новосондентскую епархию Польской православной церкви. Церковь освящена в честь святых Космы и Дамиана. Архитектурный памятник Малопольского воеводства, входящий в туристический маршрут «Путь деревянной архитектуры».

## История
Церковь была построена в 1928 году в характерном стиле лемковской деревянной архитектуры после того, как часть жителей села перешла в православие во время так называемого Тылявского раскола. 14 ноября 1928 года в день памяти святых Космы и Дамиана состоялось её освящение.
3 марта 2006 года церковь была внесена в реестр охраняемых памятников Малопольского воеводства (№ А-44).

## Описание
Рубленная церковь состоит из трёх куполов и располагается на выступающем из земли каменном фундаменте.
Первый иконостас был привезён из разобранной деревянной церкви из Холмщины и был установлен в 30-е годы XX столетия. В 1947 году во время выселения лемков этот иконостас не сохранился. С этого времени сохранились только царские врата. Сегодняшний иконостас собран из современных икон. Над хорами располагаются 12 овальных икон, привезенных из разобранной церкви, находившейся до 1947 года в деревне Свежова-Руска. В храме находится копия Почаевской иконы Божией Матери. В храме установлены скамейки.
Возле церкви находится поклонный крест с памятной надписью о переходе жителей Бартне в православие.

## Источник
- G. i Z. Malinowscy, E. i P. Marciniszyn, Ikony i cerkwie. Tajemnice łemkowskich świątyń, Carta Blanca, Warszawa 2009, ISBN 978-83-61444-15-2